# Pau (náutica)
Pau é o termo náutico para se referir às peça de madeira utilizadas na manobra mas que geralmente são de utilização eventual.
Exemplo de paus:
- Pau de Palanque - vara onde amura o balão.
- Pau de Spi - o mesmo que pau de palanque.
- Pau Assado - o mesmo que pau de spi.